# Monolectisme

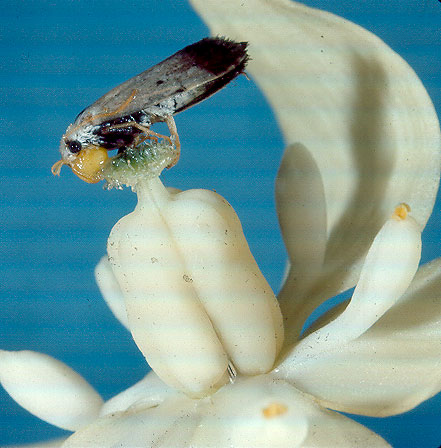
Tegeticula sp. déposant un sac pollinique sur un pistil de Yucca.

En écologie de la pollinisation, le monolectisme (du grec mono-, « unique », et lectic, « capable de choisir ») est une modalité de pollinisation dans lequel des insectes (dits monolectiques ; spécialement les abeilles) butinent une seule espèce (notion de constance florale). Ces insectes sont des pollinisateurs spécialistes.
Cette spécialisation s'observe dans des cas de coadaptation (fleurs à corolle profonde en tube ou à éperon), d'isolement géographique (fleurs à inflorescences fermées, à anthères poricides). Elle permet à ces insectes qui ont des capacités d'apprentissage limitées de s'adapter à une ressource particulière éventuellement délaissée par les autres, de réduire les dépenses énergétiques liées à la recherche de nourriture. Chez les plantes, la spécialisation diminue les risques que le pollen soit transporté vers la fleur d'une espèce différente, et assure donc un transport pollinique optimal.